# Vejsalt
Vejsalt er salt brugt til at smelte is på bl.a. veje eller til at reducere støv fra grusveje. På asfalterede veje er det almindeligst at bruge vejsalt til at smelte sne og is.
Det mest udbredte vejsalt består af natriumklorid, dvs. almindeligt husholdningssalt. Calciumklorid og magnesiumklorid (MgCl2) kan også bruges, enten i særligt koldt vejr eller når hovedformålet er at dæmpe støv. Natriumklorid fungerer ned til temperaturer omkring -7 °C, mens magnesiumklorid er effektivt ned til -15 °C. Magnesiumklorid kan bruges til salting af grusveje om sommeren eller når det opstår meget svævestøv om vinteren.
Det er også muligt at bruge andre stoffer i vejsalt, fx sukkerholdig saft der kan forsinke frysning af nedbør på veje og forbedre virkningen af salt ved meget lave temperaturer. Forsøg i Canada har f.eks. vist, at brug af sukker kan sænke frysepunktet helt ned til -25 °C.
Brugen af vejsalt er omdiskuteret, eftersom salt kan have en negativ effekt på miljøet og føre til korrosion på køretøjer. Forskellige saltprodukter har forskellig effekt. Magnesiumklorider fører fx til mere korrosion end natriumklorid. Statens veivesen i Norge har arbejdet for at reducere brugen af vejsalte.